# Elisa Chimenti
Elisa Chimenti (1883, Nápoles-7 de septiembre de 1969) fue una escritora, periodista, antropóloga y etnóloga italiana. 
Hija de María Luisa Ruggio Conti y Rosario Rúben Chimenti. 
En 1957, el presidente de la República Giovanni Gronchi le otorgó la Medalla Caballero del Mérito.
En 1958 publicó su libro "En el corazón del harén".
Falleció el 7 de septiembre de 1969 a los 86 años, asistida por dos criados marroquíes.

## Libros
- 1911, Mis canciones.
- 1913, Taitouma
- 1935, Víspera marroquí.
- 1942, Canciones de mujeres árabes.
- 1950, Leyendas marroquíes.
- 1950 - 1960, Los pequeños blancos marroquíes.
- 1958, En el corazón del harén.
- 1964, El hechizo (y otras canciones sefardí).
- 1965, Cuentos y leyendas de Marruecos.